# Toro Rosso STR7
Toro Rosso STR7 (původně označované jako Toro Rosso TR7) byl vůz Formule 1 navržený společností Scuderia Toro Rosso pro závodění ve Formuli 1 v sezóně 2012. Bylo to sedmé auto provozované týmem a třetí auto, které tým vyvinul od zavedení pravidel v roce 2010. Tyto pravidla zakazovala týmům používat „zákaznické šasi“ nebo design, který dříve používal jiný tým. Vůz řídili Daniel Ricciardo a Jean-Éric Vergne poté, co se tým rozhodl neobnovit smlouvy bývalých jezdců Sébastiena Buemiho a Jaime Alguersuariho. Vůz byl představen 7. února 2012 při prvním zimním testu sezóny v Jerezu.

## Shrnutí sezóny

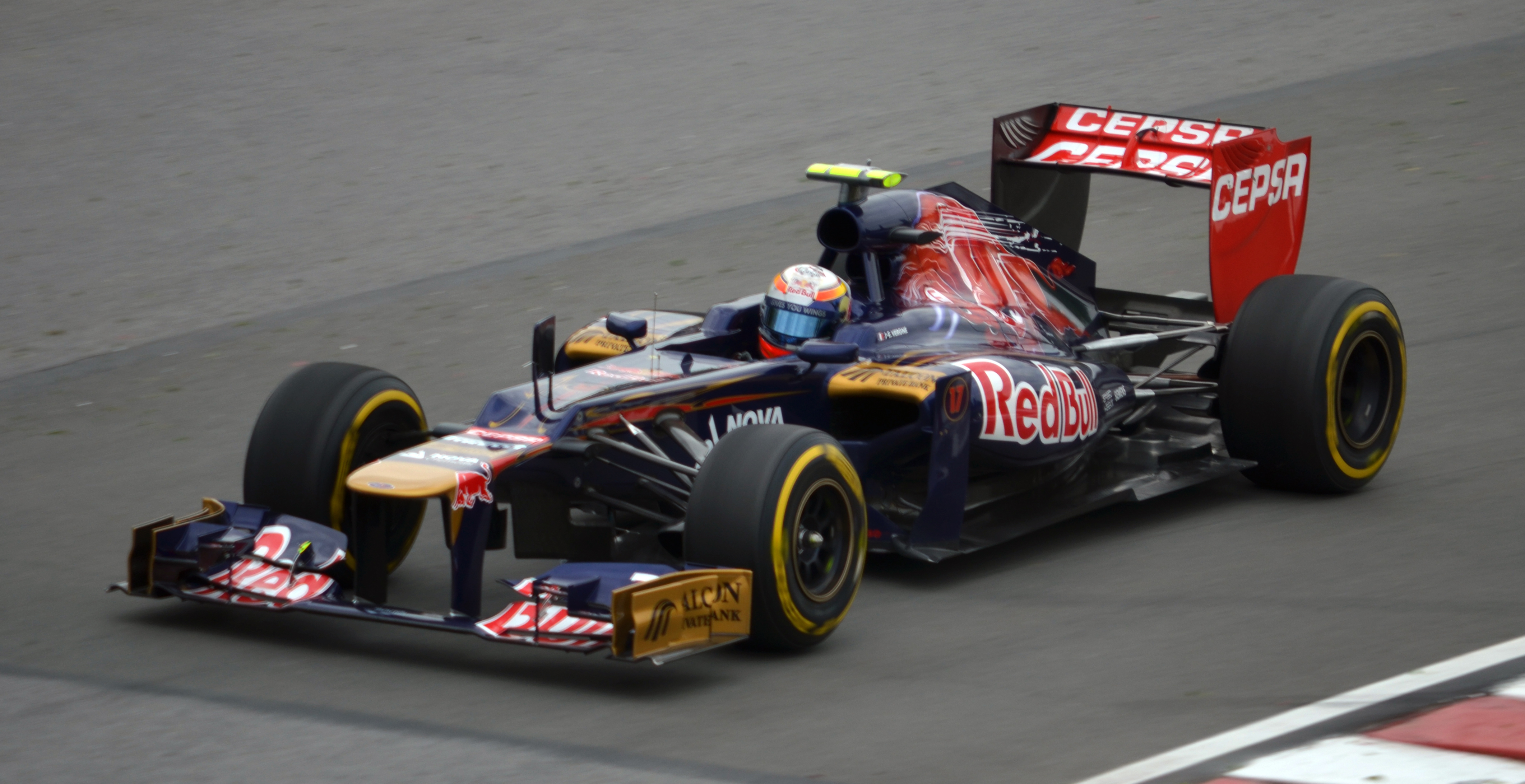
Jean-Éric Vergne během Grand Prix Kanady.

Vůz se ukázal jako slibný v prvních 2 závodech, protože Ricciardo a Vergne v těchto závodech získali body. Poté však vůz ztrácel konkurenceschopnost a oba jezdci končili mimo bodované pozice. Před Grand Prix Belgie byla namontována na oba vozy vylepšení. Od té doby oba jezdci soustavně bodovali a vůz vykazoval zlepšení. Sezónu nakonec tým zakončil na 9. místě s 26 body. Nejlepším výsledkem bylo, ve čtyřech případech, 8. místo, na která dosáhl Vergne.

## Kompletní výsledky ve Formuli 1
| Legenda k tabulce | Legenda k tabulce                                                                       |
| Barva             | Výsledek                                                                                |
| ----------------- | --------------------------------------------------------------------------------------- |
| Zlatá             | Vítěz                                                                                   |
| Stříbrná          | 2. místo                                                                                |
| Bronzová          | 3. místo                                                                                |
| Zelená            | Bodované umístění                                                                       |
| Modrá             | Nebodované umístění                                                                     |
| Modrá             | Dokončil neklasifikován (NC)                                                            |
| Fialová           | Odstoupil (Ret)                                                                         |
| Červená           | Nekvalifikoval se (DNQ)                                                                 |
| Červená           | Nepředkvalifikoval se (DNPQ)                                                            |
| Černá             | Diskvalifikován (DSQ)                                                                   |
| Bílá              | Nestartoval (DNS)                                                                       |
| Bílá              | Závod zrušen (C)                                                                        |
| Světle modrá      | Pouze trénoval (PO)                                                                     |
| Světle modrá      | Páteční testovací jezdec (TD)                                                           |
| Bez barvy         | Netrénoval (DNP)                                                                        |
| Bez barvy         | Vyřazen (EX)                                                                            |
| Bez barvy         | Nepřijel (DNA)                                                                          |
| Bez barvy         | Odvolal účast (WD)                                                                      |
| Bez barvy         | Nezúčastnil se (prázdné)                                                                |
| Označení          | Význam                                                                                  |
| Tučnost           | Pole position                                                                           |
| Kurzíva           | Nejrychlejší kolo                                                                       |
| †                 | Jezdec nedojel do cíle, ale byl klasifikován, protože odjel více než 90 % délky závodu. |
| ‡                 | Byl udělován poloviční počet bodů, protože bylo odjeto méně než 75 % délky závodu.      |
| Horní index       | Umístění bodujících jezdců ve sprintu                                                   |

| Rok  | Tým                 | Motor            | Pneumatiky | Jezdci           | 1   | 2   | 3   | 4   | 5   | 6   | 7   | 8   | 9   | 10  | 11  | 12  | 13  | 14  | 15  | 16  | 17  | 18  | 19  | 20  | Body | Umístění |
| ---- | ------------------- | ---------------- | ---------- | ---------------- | --- | --- | --- | --- | --- | --- | --- | --- | --- | --- | --- | --- | --- | --- | --- | --- | --- | --- | --- | --- | ---- | -------- |
| 2012 | Scuderia Toro Rosso | Ferrari Type 056 | P          |                  | AUS | MAL | CHN | BHR | ESP | MON | CAN | EUR | GBR | GER | HUN | BEL | ITA | SIN | JPN | KOR | IND | ABU | USA | BRA | 26   | 9. místo |
| 2012 | Scuderia Toro Rosso | Ferrari Type 056 | P          | Daniel Ricciardo | 9   | 12  | 17  | 15  | 13  | Ret | 14  | 11  | 13  | 13  | 15  | 9   | 12  | 9   | 10  | 9   | 13  | 10  | 12  | 13  | 26   | 9. místo |
| 2012 | Scuderia Toro Rosso | Ferrari Type 056 | P          | Jean-Éric Vergne | 11  | 8   | 16  | 14  | 12  | 12  | 15  | Ret | 14  | 14  | 16  | 8   | Ret | Ret | 13  | 8   | 15  | 12  | Ret | 8   | 26   | 9. místo |